# Jack White
Jack White, właśc. John Anthony Gillis (ur. 9 lipca 1975 w Detroit), znany także jako Jack White III – amerykański muzyk, kompozytor, wokalista, autor tekstów i multiinstrumentalista polskiego pochodzenia, a także producent muzyczny oraz okazjonalnie aktor, najbardziej znany jako gitarzysta i wokalista zespołu The White Stripes.
W latach 90. White był tymczasowym muzykiem w różnych undergroundowych grupach muzycznych w Detroit, pracując jednocześnie jako tapicer. White stworzył The White Stripes w 1997 roku wraz z Meg White, jego ówczesną żoną. Zespół wydał serię przyjętych z uznaniem albumów a trzeci z nich, White Blood Cells z 2001 roku, wyniósł grupę do statusu międzynarodowej gwiazdy. Jack uplasowany został na 70. miejscu listy stu gitarzystów wszech czasów magazynu Rolling Stone.
Popularność i sukces artystyczny pozwoliły White’owi jako muzykowi solowemu na współpracę z innymi sławnymi muzykami jak Beck, The Rolling Stones, Jeff Beck, Alicia Keys, Bob Dylan czy Loretta Lynn, której album Van Lear Rose z 2004 roku wyprodukował. W 2005 roku White został współzałożycielem rockowej grupy The Raconteurs, natomiast w 2009 roku założył trzeci zespół, The Dead Weather.

## Życiorys
John Gillis urodził się jako jedno z dziesięciorga dzieci. Syn Gormana i Teresy Bandyk Gillis. Ma polskie korzenie, co często podkreśla w mediach, jego matka pochodzi z Polski, babka mieszkała w Krakowie. Jego rodzina była bardzo muzykalna, on sam uczył się gry na gitarze, perkusji i pianinie. Będąc nastolatkiem, grał w wielu zespołach, m.in. The Go oraz Two Star Tabernacle.
W wieku 21 lat Gillis poznał Meg White, barmankę, którą poślubił w 1996. Jak głosi plotka, pewnego dnia, ćwicząc na gitarze, dla żartu posadził Meg za perkusją i zachwycony patrzył, jak gra na tym instrumencie niczym kilkuletnie dziecko. To właśnie wtedy założyli zespół o nazwie The White Stripes – Jack grał na gitarze i śpiewał, a Meg grała na perkusji.
W 1999 nagrali pierwszy album The White Stripes, ich drugi album De Stijl (2000) ukazał się, kiedy Jack i Meg byli już rozwiedzeni (24.03.2000). Nagrywali jednak nadal razem, podpisując kontrakt z wytwórnią V2 Records i nagrywając albumy White Blood Cells oraz w 2003 Elephant, który przyniósł im największą popularność. Potem, zarejestrowany w angielskim Blackpool słynny koncert duetu pojawił się na DVD w 2004. Następnie, w 2005 wydali płytę Get Behind Me Satan, z której piosenka „Blue Orchid” już wcześniej – jako singel – była rockowym hitem. Po dwuletniej przerwie, w 2007 do sklepów muzycznych trafił nowy album zatytułowany Icky Thump. Stylistyka kilku utworów, tytułowego oraz Prickly Thorn, But Sweetly Worn i St. Andrew (This Battle is in the Air) opiera się na szkockim folku, co jest nawiązaniem do szkockiego pochodzenia Jacka White.
W 2006 pojawiła się w internecie witryna „www.alumiiinium.com”. Dotyczy ona projektu zrealizowanego wspólnie z Richardem Russelem i Jobym Talbotem. Nagrywany w Intimate Studios w Wapping w Londynie od sierpnia 2005 do lutego 2006 album zatytułowany Aluminium w formie płytowej dystrybuowany był w 3333 sztukach CD oraz 999 sztukach LP i rozszedł się właściwie natychmiast. W nieograniczonej ilości jest jednak dostępny w formie elektronicznej. Płyta zawiera utwory z dorobku The White Stripes (ze wszystkich ich albumów oprócz Icky Thump, oraz „Who’s a Big Baby?” z singla Blue Orchid) oraz ścieżkę „Never Far Away”, będącą częścią soundtracku do filmu Wzgórze nadziei. Wszystkie utwory są w wykonaniu symfonicznym. W nagraniu brała udział specjalna orkiestra, której członkami byli także młodzi brytyjscy muzycy.
W 2005 White wraz z Brendanem Bensonem, Jackiem Lawrence’em i Patrickiem Keelerem założył zespół The Raconteurs. 15 maja 2006 ukazała się ich płyta Broken Boy Soldiers zbierając głównie dobre recenzje. 25 marca 2008 został wydany drugi album grupy, Consolers of the Lonely, także ciepło przyjęty.
Jack pojawił się także w tym czasie w filmie Wzgórze nadziei, gdzie zagrał u boku Renée Zellweger, z którą przez jakiś czas łączył go romans. Podczas nagrywania teledysku do „Blue Orchid” White poznał modelkę Karen Elson, z którą potem wziął ślub. 2 maja 2006 na świat przyszło ich pierwsze dziecko, dziewczynka o imieniu Scarlett Theresa. 7 sierpnia 2007 urodził się syn pary – Henry Lee. Małżeństwo Jacka z Karen zakończyło się w czerwcu 2011, na którą to okazję urządzone zostało specjalne przyjęcie.
White napisał, wyprodukował i zagrał na perkusji w piosence promującej 22. część filmu o przygodach agenta 007 (James Bond), Quantum of Solace pod tytułem Another Way to Die. W utworze śpiewa w duecie z soulową wokalistką Alicią Keys, która zagrała również partie fortepianowe.
W 2009 roku muzyk założył grupę The Dead Weather, w skład której, oprócz White’a, weszli: basista Jack Lawrence (The Greenhornes, The Raconteurs), gitarzysta Dean Fertita (Queens of the Stone Age) i wokalistka Alison Mosshart (The Kills). Debiutancka płyta The Dead Weather, zatytułowana „Horehound”, pojawiła się 13 lipca 2009 roku. Promuje ją singiel „Hang You from the Heavens”.
W roku 2009 został nakręcony film dokumentalny Będzie głośno, którego bohaterami są Jimmy Page, The Edge i Jack White, którzy spotykają się, by dyskutować o gitarze elektrycznej. Podczas nagrywania filmu White nagrał swój pierwszy solowy singiel Fly Farm Blues.

## Dyskografia

### Albumy solowe
| Rok  | Tytuł                                                                         | Pozycja na liście | Pozycja na liście | Pozycja na liście | Pozycja na liście | Pozycja na liście | Pozycja na liście | Pozycja na liście | Pozycja na liście | Pozycja na liście | Certyfikat                                              |
| Rok  | Tytuł                                                                         | UK                | USA               | AUS               | NZL               | POR               | NLD               | CHE               | AUT               | POL               | Certyfikat                                              |
| ---- | ----------------------------------------------------------------------------- | ----------------- | ----------------- | ----------------- | ----------------- | ----------------- | ----------------- | ----------------- | ----------------- | ----------------- | ------------------------------------------------------- |
| 2012 | Blunderbuss - Data: 24 kwietnia 2012 - Wydawca: Third Man, XL, Columbia       | 1                 | 1                 | 2                 | 2                 | 8                 | 4                 | 1                 | 3                 | 7                 | - USA: złota płyta - AUS: złota płyta - UK: złota płyta |
| 2014 | Lazaretto - Data: 10 czerwca 2014 - Wydawca: Third Man, XL, Columbia          | 4                 | 1                 | 3                 | 2                 | 5                 | 5                 | 2                 | 6                 | 8                 | - UK: srebrna płyta                                     |
| 2018 | Boarding House Reach - Data: 23 marca 2018 - Wydawca: Third Man, XL, Columbia | 5                 | 1                 | 11                | 25                | –                 | 10                | –                 | –                 | –                 |                                                         |
| 2022 | Fear of the Dawn - Data: 8 kwietnia 2022 - Wydawca: Third Man                 |                   |                   |                   |                   |                   |                   |                   |                   |                   |                                                         |
| 2022 | Entering Heaven Alive - Data: 22 lipca 2022 - Wydawca: Third Man              |                   |                   |                   |                   |                   |                   |                   |                   |                   |                                                         |
| 2024 | No Name - Data: 19 lipca 2024 - Wydawca: Third Man                            |                   |                   |                   |                   |                   |                   |                   |                   |                   |                                                         |

### Kompilacje
| Rok  | Tytuł                                                                          | Pozycja na liście | Pozycja na liście | Pozycja na liście | Pozycja na liście | Pozycja na liście | Pozycja na liście | Pozycja na liście | Pozycja na liście | Pozycja na liście |
| Rok  | Tytuł                                                                          | UK                | USA               | AUS               | NZL               | POR               | NLD               | CHE               | AUT               | POL               |
| ---- | ------------------------------------------------------------------------------ | ----------------- | ----------------- | ----------------- | ----------------- | ----------------- | ----------------- | ----------------- | ----------------- | ----------------- |
| 2016 | Acoustic Recordings 1998–2016 - Data: 9 września 2016 - Wydawca: Third Man, XL | 12                | 8                 | 13                | 18                | 17                | 28                | 11                | 6                 | 11                |

### Single
| 2008                           | „Another Way to Die” (oraz Alicia Keys)   | 9   | 81  | 29 | 1 | 98  | 48 | 4 | 2 | 8 | Quantum of Solace (ścieżka dźwiękowa) |
| 2012                           | „Love Interruption”                       | 126 | 106 | –  | – | –   | –  | – | – | – | Blunderbuss                           |
| 2012                           | „Sixteen Saltines”                        | 129 | –   | –  | – | 171 | –  | – | – | – | Blunderbuss                           |
| 2012                           | „Freedom at 21”                           | –   | –   | –  | – | –   | –  | – | – | – | Blunderbuss                           |
| 2012                           | „I’m Shakin’”                             | –   | –   | –  | – | –   | –  | – | – | – | Blunderbuss                           |
| 2014                           | „Lazaretto”                               | 116 | 108 | –  | – | 173 | –  | – | – | – | Lazaretto                             |
| 2014                           | „Would You Fight For My Love?”            | –   | –   | –  | – | –   | –  | – | – | – | Lazaretto                             |
| 2015                           | „That Black Bat Licorice”                 | –   | –   | –  | – | –   | –  | – | – | – | Lazaretto                             |
| 2017                           | „Battle Cry”                              | –   | –   | –  | – | –   | –  | – | – | – | –                                     |
| 2018                           | „Connected by Love” / „Respect Commander” | –   | –   | –  | – | –   | –  | – | – | – | Boarding House Reach                  |
| 2018                           | „Over and Over and Over”                  | –   | –   | –  | – | –   | –  | – | – | – | Boarding House Reach                  |
| „–” pozycja nie była notowana. |                                           |     |     |    |   |     |    |   |   |   |                                       |

## Teledyski
| Rok  | Tytuł                                   | Reżyseria    | Album                                 |
| ---- | --------------------------------------- | ------------ | ------------------------------------- |
| 2008 | „Another Way to Die” (oraz Alicia Keys) | P. R. Brown  | Quantum of Solace (ścieżka dźwiękowa) |
| 2012 | „Love Interruption”                     | –            | Blunderbuss                           |
| 2012 | „Sixteen Saltines”                      | AG Rojas     | Blunderbuss                           |
| 2012 | „I’m Shakin'”                           | –            | Blunderbuss                           |
| 2014 | „Would You Fight For My Love?”          | Robert Hales | Lazaretto                             |
| 2014 | „Lazaretto”                             | –            | Lazaretto                             |
| 2015 | „That Black Bat Licorice”               | –            | Lazaretto                             |

## Wybrana filmografia
| Rok  | Tytuł                                               | Rola        | Uwagi                                          | Źródło |
| ---- | --------------------------------------------------- | ----------- | ---------------------------------------------- | ------ |
| 2008 | Będzie głośno                                       | jako on sam | film dokumentalny, reżyseria: Davis Guggenheim | [ 31 ] |
| 2009 | The White Stripes Under Great White Northern Lights | jako on sam | film dokumentalny, reżyseria: Emmett Malloy    | [ 32 ] |